# Singolo di beneficenza
Un singolo di beneficenza o singolo benefico è un singolo discografico, di solito musicale, i cui proventi vengono destinati, in gran parte o del tutto, a scopo benefico.

## Storia
Nel 1956 l'organizzazione benefica per persone con disabilità britannica Lord's Taveners pubblicò una compilation di sei canzoni intitolata All Star Hit Parade, i cui ricavi vennero donati alla National Playing Fields Association (oggi Fields in Trust). Nel 1965 la Lord's Taveners pubblicò un'altra raccolta, The Lord's Taverners Charity Album, i cui guadagni furono nuovamente destinati alla Playing Fields Association.
Tuttavia, il primo vero e proprio singolo di beneficenza mai pubblicato è Bangla Desh (1971), scritto da George Harrison per soccorrere la popolazione del Bangladesh reduce dal disastro causato dal ciclone Bhola e aiutare i profughi della guerra civile tra India e Pakistan.
Artisti come gli ABBA, i Bee Gees e Rod Stewart decisero di donare parte o del tutto delle loro royalty all'UNICEF delle loro canzoni che avevano eseguito durante il concerto di beneficenza Music for UNICEF Concert.
Particolarmente importante fu Band Aid, supergruppo fondato nel 1984 a sostegno della popolazione etiope che, grazie alla sua Do They Know It's Christmas?, aprì le porte a una serie di altre formazioni nate a scopo benefico tra cui la particolarmente celeberrima USA for Africa (We Are the World), Artists United Against Apartheid (Sun City), Rock Aid Armenia (Smoke on the Water), Music Relief '94 (What's Going On) e North American Hallowe'en Prevention Initiative (Do They Know It's Hallowe'en). In Italia vale la pena segnalare formazioni composte da molti dei più famosi musicisti del Paese, tra cui Musicaitalia per l'Etiopia (Volare) Artisti Uniti per l'Abruzzo (Domani 21/04.2009), Artisti Uniti per Genova (Ora che) e Kessisoglu & Friends per Genova (C'è da fare).